# Anorexia mirabilis

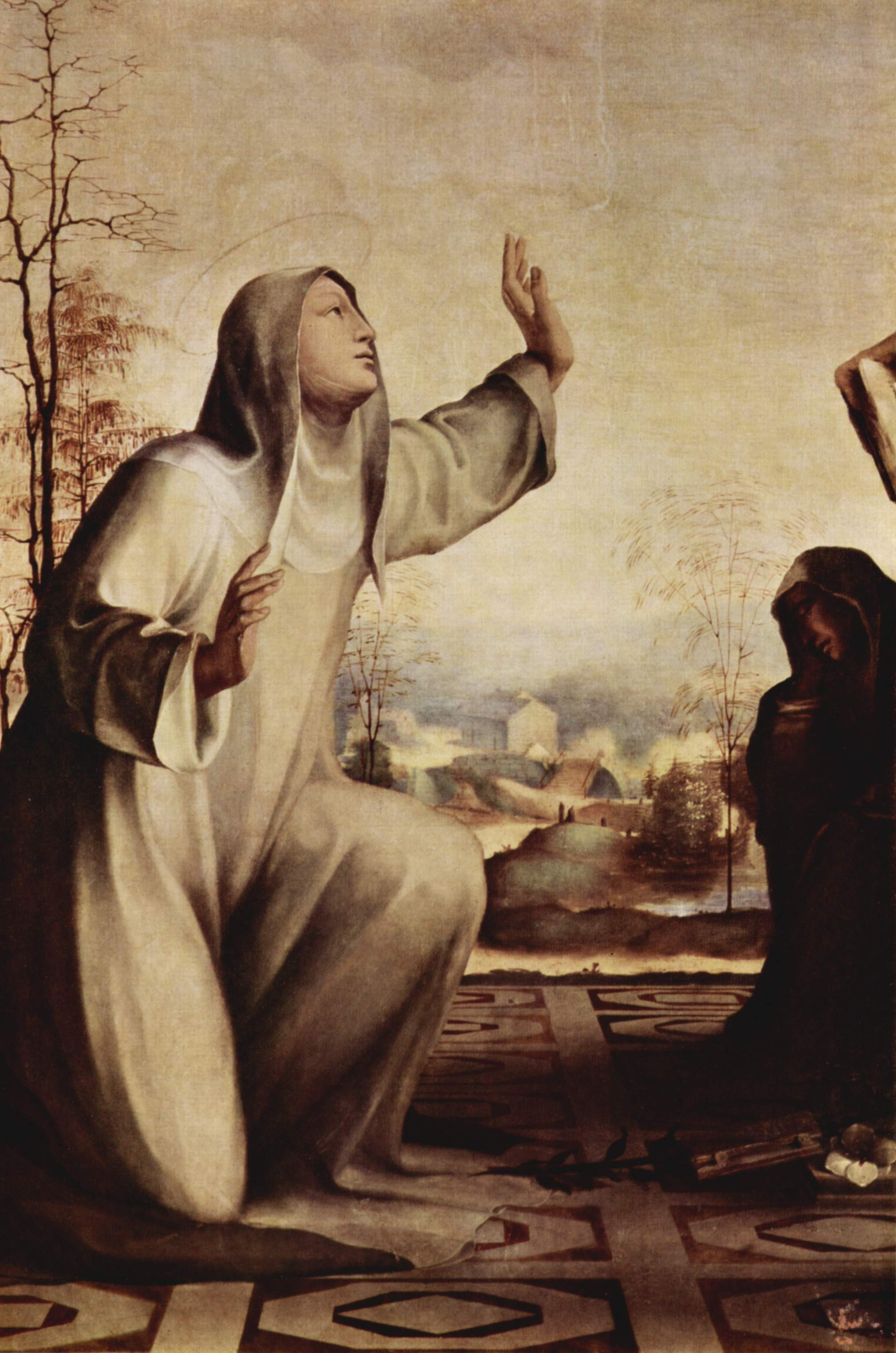
Kateřina Sienská

Anorexia mirabilis, známá také jako svatá anorexie nebo inedia prodigiosa či hovorově jako postící se dívky, je porucha příjmu potravy podobná mentální anorexii, která byla běžná ve středověku v Evropě, ale neomezovala se pouze na ni, a postihovala především katolické jeptišky a řeholnice. U řeholnic bylo běžné sebehladovění jako způsob, jak napodobit utrpení Ježíše v jeho mukách během umučení, protože ženy si většinou nemohly způsobit dobrovolnou bolest půstem, zatímco svatí muži prožívali utrpení prostřednictvím fyzických trestů.
Anorexia mirabilis se vyznačuje především odmítáním jídla, což vede k hladovění, podvýživě a často i smrti. Od mentální anorexie se liší tím, že nemoc je spojena s náboženstvím na rozdíl od osobní estetiky, ačkoli toto chování obvykle nebylo schvalováno náboženskými autoritami jako svaté. Přesto, že je anorexia mirabilis z definice spojena s náboženstvím, zejména s katolicismem, je známo, že trpící se vzpírali příkazům svých náboženských představených, aby se přestali postit, a jejich odmítání jídla někdy předcházelo jejich zapojení do náboženských aktivit. Trpící se dopouštěli znepokojivého a bizarního chování, které jim mělo způsobit bolest, aby si připomněli utrpení Ježíše Krista. Toužili vypadat neatraktivně v naději, že se vyhnou manželství a sexuálnímu kontaktu.
Latinský termín ,,anorexia mirabilis” znamená „zázračná nedostatečná chuť k jídlu”.

## Historie
Nejstarší popsanou osobou trpící anorexia mirabilis je svatá Wilgefortis, nekanonizovaná, legendární katolická princezna, která údajně žila někdy mezi 8. a 10. stoletím v Galicii a která hladověla a složila slib čistoty, aby se vyhnula domluvenému sňatku. Prosila Boha, aby ji učinil ošklivou. Její nápadník ji na základě jejího vzhledu odmítl, a tak ji její otec, portugalský král, za trest za zmaření svazku nechal ukřižovat. Za své utrpení byla neoficiálně uctívána katolíky.

### Významné případy
- Pelagie z Antiochie byla křesťanská světice a poustevnice ze 4. nebo 5. století, která zemřela v důsledku extrémní askeze, kvůli které byla vyhublá do té míry, že už ji nebylo možné poznat.
- Marie z Oignies (1177–1213) se velmi snažila způsobit si fyzickou bolest, protože chtěla trpět jako Ježíš Kristus. Upírala si spánek. Když už jedla, což bylo velmi málo, dávala přednost chlebu tak zatuchlému, že jí z něj krvácely dásně. Rozhodla se žít v chudobě, přestože pocházela z bohaté rodiny, a zdržovala se sexu, přestože byla vdaná. Stejně jako jiné osoby trpící anorexií mirabilis nakonec odmítala jíst jiné jídlo než hostie a zemřela ve věku 36 let.[6]
- Svatá Wilgefortis byla legendární portugalská infantka, která složila slib panenství a začala hladovět, aby se vyhnula manželství. Údajně se modlila, aby byla ošklivá, což mělo za následek, že získala nevzhlednou tvář, což lidé pravděpodobně považovali za Boží dílo. Nakonec byla ukřižována. Později byla v katolické církvi uctívána jako světice.[7]
- Kateřina Sienská (1347–1380) byla známá tím, že se dlouho postila. Ke konci svého života, kdy byl její stav nejhorší, konzumovala pouze jedinou hostii, kterou dostávala v rámci každodenní eucharistie. Vzepřela se příkazům svých řeholních představených, aby jedla, a tvrdila, že je na to příliš nemocná. Měsíc před smrtí, ve věku 33 let, ztratila schopnost používat nohy a polykat. Kromě omezování příjmu potravy byla Kateřina známá tím, že si do krku strkala tyčinky, aby aktivovala dávicí reflex a vyvolala zvracení, jako to dělá někdo s nervovou bulimií.[8]
- Kolumba z Rieti (1467–1501) vykazuje řadu podobností s Kateřinou Sienskou, včetně ostříhání vlasů, aby se vyhnula domluvenému sňatku, a odmítání jídla před zapojením do náboženské činnosti. Stejně jako Kateřina omezila ke konci svého života i Kolumba konzumaci jídla pouze na to, co jí bylo podáváno v rámci každodenní eucharistie, a zemřela ve věku 34 let. Nosila košili z vlasů a spala na trní.[9]
- Terezie Neumannová (1898–1962) od roku 1926 až do své smrti[10] nepila vodu a nejedla jiné jídlo než eucharistii, přestože byla „zavalité postavy“.[11][12]
- Jane (* asi 1948) byla žena z Chicaga ve Spojených státech, která začala omezovat své stravování ve věku 13 let v naději, že se stane řeholnicí a později světicí. Její váha dělala starosti lidem v klášteře a kvůli obavám o její zdraví byla propuštěna z řeholní výchovy. Její podvýživa způsobila amenoreu a pravděpodobně ovlivnila její vývoj, protože vyrostla do výšky pouhých 147 cm, ale netrpěla žádnou formou nanismu. Ve svých 66 letech vážila pouhých 27 kg.[7]

Anorexii mirabilis často doprovázelo chování, které by dnes většina lékařů považovala za znepokojivé a nebezpečné. Anděla z Foligna byla známá tím, že jedla strupy chudých, a Kateřina Sienská jednou vypila hnis z vředu nemocné ženy.
Mnohé ženy odmítaly veškeré jídlo s výjimkou svaté eucharistie, čímž dávaly najevo nejen svou oddanost Bohu a Ježíši a demonstrovaly pro ně oddělení těla a ducha. Skutečnost, že tělo může existovat delší dobu bez výživy, dávala tehdejším lidem jasnou představu o tom, o kolik silnější, a tedy i důležitější, je duch. Lidovému mínění nevadilo, že uváděná období ženského půstu byla neskutečně dlouhá, od měsíců až po mnoho let, a dodávala tomuto zcela specificky ženskému výkonu na půvabu. 
Marie z Oignies (1167–1213) údajně žila jako poustevnice, nosila pouze bílé oblečení a odřezávala si kusy těla, aby se zbavila své touhy. Ona i Beatrix z Nazareta tvrdily, že vůně masa je nutí zvracet a že sebemenší závan jídla způsobí, že se jim zcela uzavře hrdlo.
V době Kateřiny Sienské se celibát a půst těšily velké úctě. Rituální půst byl jednak prostředkem, jak se vyhnout obžerství, jednomu ze sedmi smrtelných hříchů, jednak prostředkem k odčinění minulých hříchů. Kateřina se zpočátku postila jako dospívající dívka na protest proti domluvenému sňatku s manželem své zesnulé sestry Bonaventury. Bonaventura naučila Kateřinu tuto techniku, kdy odmítala jíst, dokud se její manžel nebude lépe chovat. Půst byl tehdy prostředkem, jak nad sebou vykonávat určitou kontrolu, jak získat moc zpět pro jednotlivce, a je podobný jednomu ze základních faktorů dnešní mentální anorexie. Ženy tak mohly získat více svobody a respektu, když zůstaly pannami, než když se staly manželkami. Kateřina se mohla věnovat teologii a papežské politice, což jsou příležitosti, které jsou pro manželku a matku méně pravděpodobné. Údajně žila dlouhá období prakticky bez jídla kromě eucharistie, což vedlo k její smrti ve 33 letech na vyhladovění a vyhublost.
S počátkem novověku se po postících se světicích objevily postící se mladé dívky, kterým se říkalo,,zázračné panny”. Ty tvrdily, že jim k přežití stačí minimální množství potravy. Vydávali se za nimi poutníci, kteří jim vozili dary. Mnoho lékařů v té době bylo přesvědčeno, že se jedná o zázrak zapříčiněný silou boží. Postupně se upouštělo od nadpozemských teoriích a jednou z nejužívanějších teorií byla teorie ,,výživných částic” obsažených ve vzduchu. Tedy, že člověk může být živ pouze ze vzduchu, který dýchá.
Ačkoli se tato porucha nejvíce projevovala ve středověku, existují i moderní případy. V roce 2014 publikovali lékařští vědci článek o neznámé šedesátileté ženě narozené v Chicagu ve státě Illinois, která trpěla anorexií mirabilis. Žena vstoupila ve třinácti letech do kláštera a začala omezovat své stravování v naději, že dosáhne svatosti.

## Pociťované benefity
Mnohé z těchto žen měly pocit, že díky své askezi dosáhly alespoň určitého duchovního osvícení. Různě uváděly, že pociťovaly „opojení“ svátostným vínem, „hlad“ po Bohu a naopak, že seděly na „lahodné Boží hostině.“ Markéta z Cortony (1247–1297) věřila, že měla rozšířenou komunikaci se samotným Bohem, a Kolumba z Rieti věřila, že její duch „objížděl svatou zemi“ ve vizích. Prakticky každá z těchto žen zřejmě sama věřila nebo tomu věřili jiní, že má určitou úroveň psychických schopností. Sebezapření a utrpení těchto žen jim přineslo jistou míru slávy a proslulosti. Střídavě prý dokázaly udělat hostinu z drobků, vylučovat olej z konečků prstů, léčit slinami, plnit sudy nápojem ze vzduchu, kojit, i když byly panny a podvyživené, a konat další pozoruhodné zázraky.
Praxe anorexia mirabilis zanikla během renesance, kdy ji církev začala považovat za kacířskou, společensky nebezpečnou, případně dokonce satansky inspirovanou. V praxi se jí podařilo přežít téměř až do 20. století, kdy ji překonala její známější obdoba, mentální anorexie.

## 21. století
Existují i současné zprávy o anorexia mirabilis, zejména o fundamentalistické křesťanské dívce v Kolumbii, o níž referoval lékařský antropolog Carlos Alberto Uribe.

## V umění
- Anorexia mirabilis je ústředním téma filmu Irský zázrak (2022) režiséra Sebastiána Lelio, který vznikl na základě historického románu Zázrak (2016) spisovatelky Emmy Donoghue.[22]